# Agapanthia cardui
Agapanthia cardui är en skalbaggsart som först beskrevs av Carl von Linné 1767.  Agapanthia cardui ingår i släktet Agapanthia och familjen långhorningar.
Artens utbredningsområde är:
- Corsica.
- Frankrike.
- Iran.
- Kazakstan.
- Portugal.
- Ukraina.

Inga underarter finns listade i Catalogue of Life.

## Bildgalleri

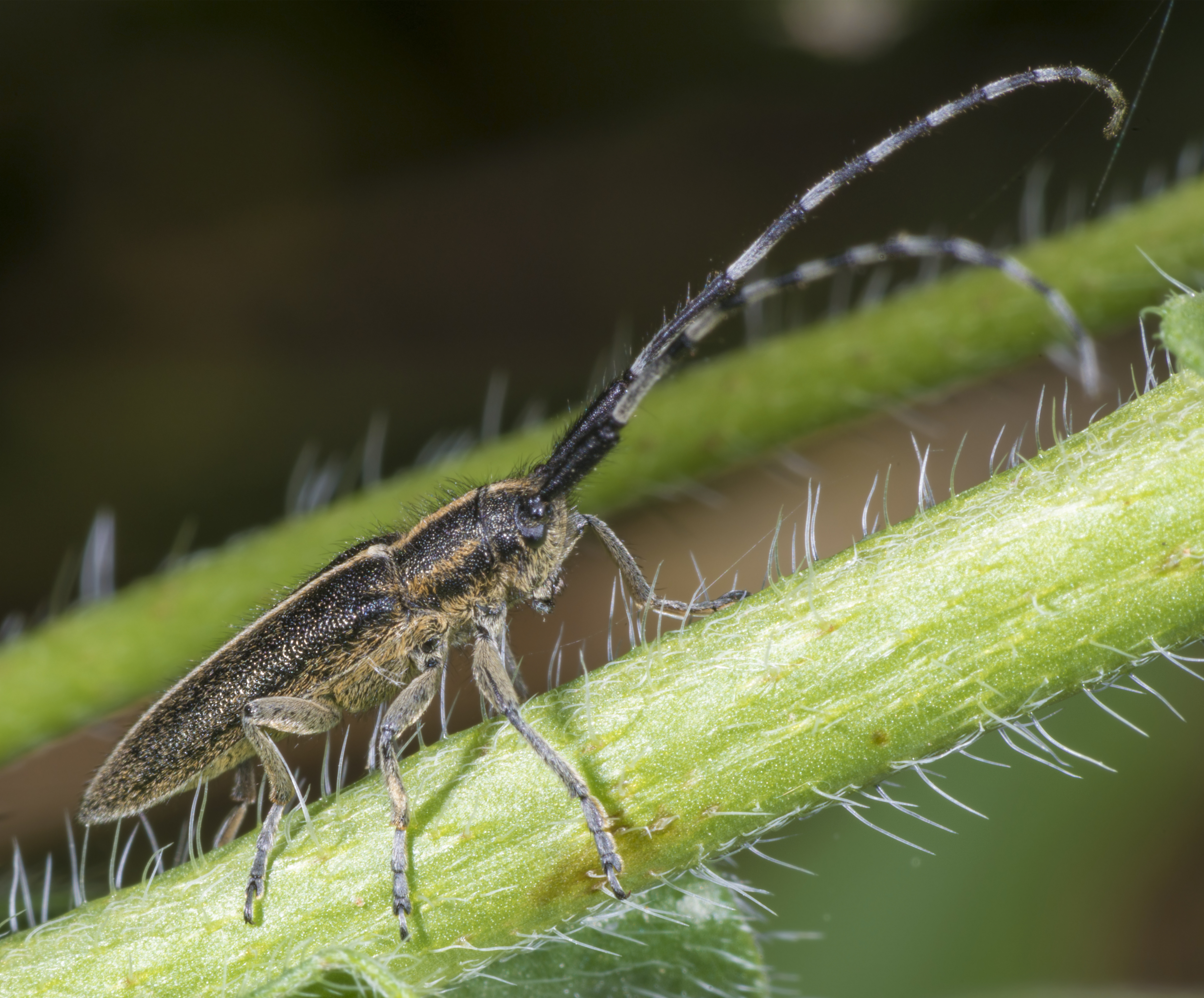